# めぐみのラジオ
『めぐみのラジオ』（めぐみのらじお）は、2020年4月4日からKBCラジオ（九州朝日放送）で放送されているワイド番組である。2022年4月2日より終了時間が1時間20分早まり、放送時間は毎週土曜 7:00 - 10:40 （日本標準時）。

## 概要
これまで放送されてきた『栗田善成の土曜娯楽版』が終了、毎週土曜、 7:00 - 12:00の放送枠で新しいラジオのワイド番組として放送。
この番組ではKBCテレビの平日夕方のローカルワイドニュース番組の『シリタカ!』に出演しているKBCアナウンサーの細谷めぐみを起用して、週末情報や女性向けの情報に加え、真面目志向なトークで、「たっぷりキャッチボール」の双方向型の生ワイド番組を目指す。

## パーソナリティ
- 細谷めぐみ（KBCアナウンサー）(産休・育休のため2020年7月25日の放送をもって一時降板。)
- 百市なるみ(2020年8月1日から2021年3月27日まで代役)
- 深瀬智聖(2021年4月3日[4]、9月18日[5]・代役の代役)
- いわぶ見梨(2021年4月10日より代役) - 細谷は2021年10月1日より産休から復帰したが、当番組については再登板をしなかったため10月以降も代役を続投。

## タイムテーブル
～2022年3月26日
- 9:40 今旬!いいもの百貨店
- 10:00 旬!SHUN!ピックアップ
- 10:15 とっても健康らんど
- 10:30 min-onコンサートエキスプレス
- 10:45 山本譲二の住まいるフレンド

※2022年4月2日放送より上記内包番組が独立枠となったため、10時40分までの放送となっている。
※7時台と8時台と9時台の54分にKBCニュース・気象情報が放送される。